# Willem den Toom

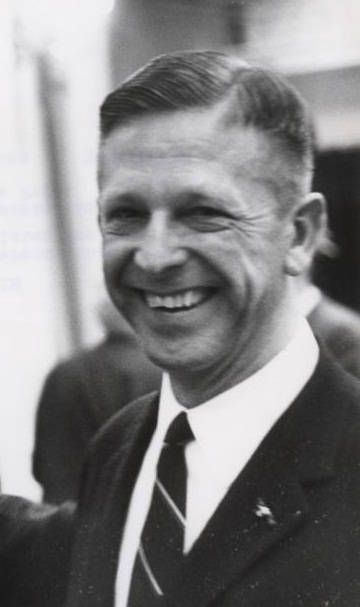
Willem den Toom (1968)

Willem den Toom (* 11. Juli 1911 in Rotterdam; † 13. Dezember 1998 in Amersfoort) war ein Generalleutnant der niederländischen Luftstreitkräfte und Politiker der Volkspartij voor Vrijheid en Democratie (VVD).

## Leben

### Offiziersausbildung und Zweiter Weltkrieg
Nach dem Besuch der Rijks Hogere Burgerschool in Den Helder trat den Toom 1930 in die Streitkräfte ein und absolvierte bis 1933 die Ausbildung zum Offizier an der Königlichen Militärakademie (Koninklijke Militaire Academie) in Breda, wo am 1. August 1933 seine Beförderung zum Leutnant der Infanterie erfolgte. Im Anschluss blieb er an der Militärakademie und nahm später zwischen 1936 und 1937 an einem einjährigen Beobachtungskursus in Soesterberg teil.
Nach Beendigung des Kurses wurde er am 1. Juli 1937 zum Oberleutnant der Infanterie befördert und war bis 1939 in der Abteilung 2 B des Verteidigungsministeriums tätig. Danach war er bis 1940 Kommandant der Beobachtungsschule auf dem Militärflugplatz Bergen und nach dem Erwerb des Fliegerpatents auch Luftwaffenoffizier im Kriegsministerium. Nach der Besetzung der Niederlande durch die deutsche Wehrmacht geriet er in Kriegsgefangenschaft und war anschließend bis zum Kriegsende 1945 in Deutschland in Internierungslagern untergebracht.

### Nachkriegszeit und Aufstieg zum Oberst
Nach Kriegsende war er von 1945 bis Juni 1946 als Ausbilder und Verbindungsoffizier in der Navigationsschule in Jurby auf der Isle of Man eingesetzt. Nach seiner Beförderung zum Hauptmann war er zwischen Juni 1946 und April 1949 Personaloffizier im Direktorat der Luftstreitkräfte in Scheveningen und absolvierte in dieser Zeit von 1948 bis 1949 einen einjährigen Lehrgang an der Kriegshochschule (Hogere Krijgsschool) in Den Haag.
Während dieser Zeit wurde den Toom am 1. November 1948 zum Major befördert und wurde im April 1949 Luftfahrtberater im Militärkabinett des Kriegsministers. Nach seiner Beförderung zum Oberstleutnant erfolgte 1950 seine Ernennung zum Chef der Sektion für Operationen im Stab der Luftstreitkräfte sowie anschließend im Mai 1952 Chef der Luftwaffensektion bei der Europäischen Verteidigungsgemeinschaft in Paris. Am 1. Oktober 1953 wurde er zum Oberst befördert und übernahm zugleich bis November 1955 das Amt eines Unterchef im Stab der Luftstreitkräfte in Scheveningen, ehe er anschließend von November 1955 bis März 1956 Kommandeur der Luftwaffenbasis in Ypenburg wurde.

### Aufstieg zum Generalleutnant, Staatssekretär und Minister

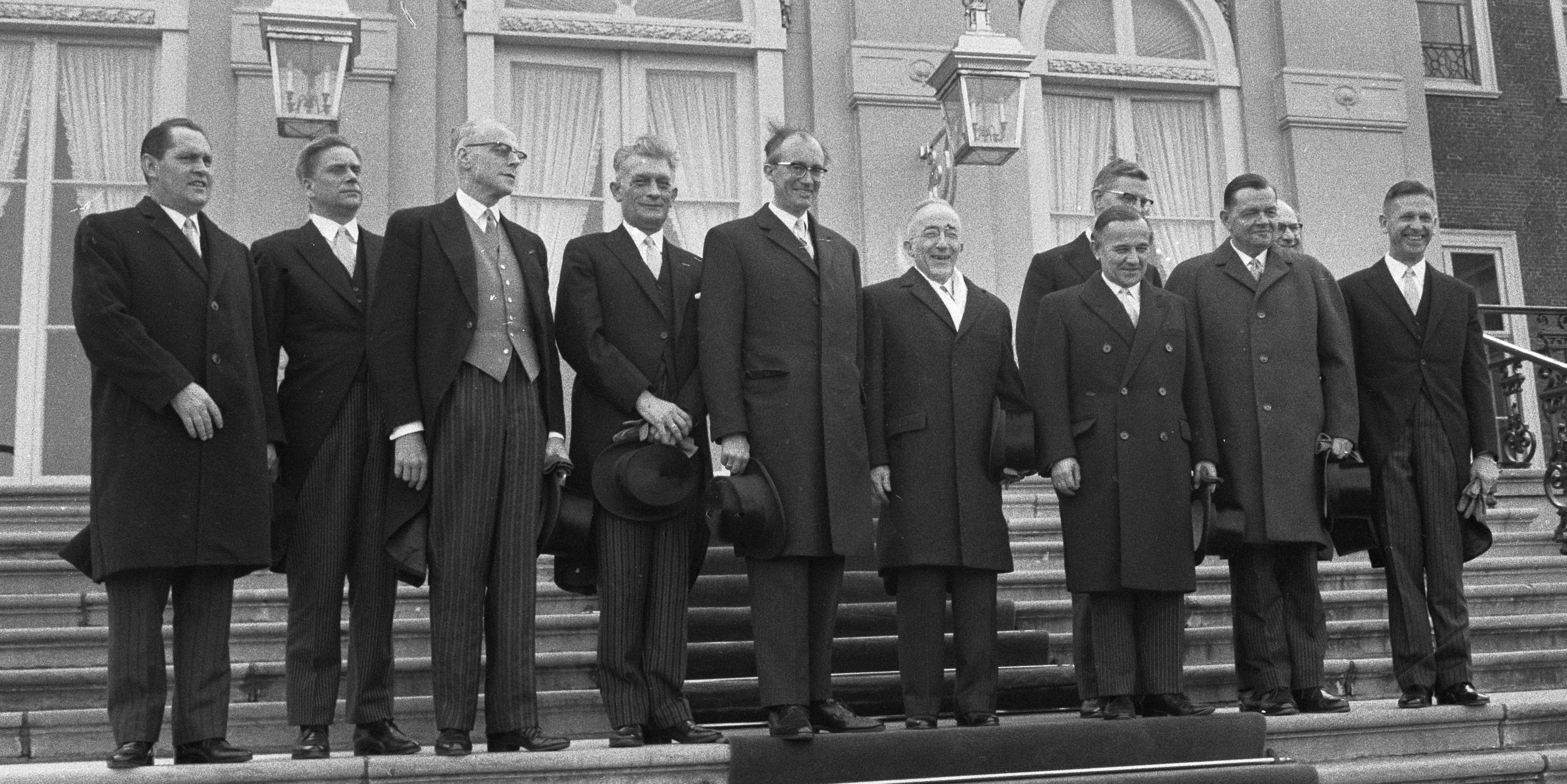
Das Kabinett De Jong bei der Vereidigung am 5. April 1967 vor Huis ten Bosch: Verteidigungsminister den Toom (rechts) mit Ministerpräsident Piet de Jong (7.v.l.) und dem weiteren Kabinett

Nach seiner Beförderung zum Kommodore am 1. März 1956 wurde den Toom Kommandeur des Luftwaffenausbildungskommandos in Arnhem sowie anschließend zwischen September 1958 und Oktober 1960 sowohl Chef der niederländischen Militärmission beim Supreme Headquarters Allied Powers Europe (SHAPE) als auch Militärberater beim Ständigen Vertreter der Niederlande bei der NATO.
Am 1. Oktober 1960 erfolgte seine Beförderung zum Generalmajor. Als solcher war er von Oktober 1960 bis Mai 1963 stellvertretender Chef des Luftwaffenstabes und danach bis November 1963 Direktor für Luftwaffenmaterialien.
Am 25. November 1963 wurde den Toom, der mittlerweile Mitglied der VVD wurde, zum Staatssekretär im Verteidigungsministerium mit besonderer Verantwortung für Angelegenheiten der Luftstreitkräfte ernannt und nahm diese Aufgabe in der Regierung von Ministerpräsident Victor Marijnen bis zum 14. April 1965 wahr.
Am 20. April 1965 wurde den Toom zum Ritter des Orden vom Niederländischen Löwen ernannt.
Nachdem er am 1. Juni 1965 zum Generalleutnant befördert worden war, wurde er zeitgleich Vorsitzender des Politischen Gremiums (Policy Board) des NATO Air Defence Ground Environment (NADGE) und verblieb auf diesem Posten bis zum 5. April 1967.
Am 5. April 1967 wurde den Toom von Ministerpräsident Piet de Jong zum Verteidigungsminister in dessen Kabinett berufen und gehörte diesem bis zum Ende von de Jongs Amtszeit am 6. Juli 1971 an. Als Verteidigungsminister begann er mit den Planungen zur Anschaffung von Atom-U-Booten einerseits, setzte aber den Ankauf von Leopard-1-Kampfpanzern durch. Zum anderen fiel die Außerdienststellung des Flugzeugträgers Karel Doorman im Oktober 1968 in seine Amtszeit.
Nach seinem Ausscheiden aus dem Kabinett wurde er wegen seiner Verdienste um die niederländische Verteidigungspolitik am 17. Juli 1971 zum Kommandeur des Orden von Oranien-Nassau berufen.